# 赴戰郡
赴戰郡（：／ Pujŏn gun */?）是朝鮮民主主義人民共和國咸鏡南道西北部一個郡，西鄰慈江道，東鄰兩江道。地理上屬蓋馬高原。西枕蓮花山、南為赴戰嶺山脈。赴戰江縱貫南北。面積1,773.8平方公里，2008年人口48,351人。下分1邑、2勞動者區、14里。
1952年設郡。1954年劃入兩江道，1965年回歸咸鏡南道。